# Spec Ops: Rangers Lead the Way
Spec Ops: Rangers Lead the Way —- тактический шутер от первого лица с элементами стратегии. Она была разработана компанией Zombie Studios и была опубликована Ripcord Games. Игра была выпущена исключительно на платформе Microsoft Windows 30 апреля 1998 года. Это первая игра в продолжительной серии Spec Ops. Продолжение, Spec Ops: Ranger team Bravo была выпущена позже в этом же году 17 ноября 1998 года.

## Обзор
Spec Ops — симулятор спецназа, в котором игрок сможет почувствовать себя бойцом элитного американского подразделения рейнджеров.

## Сюжет
В Spec Ops пять миссий, происходящих в разных концах света, от Кореи до Гондураса. Каждая из миссий поделена на три фазы. В свою очередь, в каждой фазе перед бравой парой рейнджеров будет поставлено несколько задач, требующих обязательного выполнения. На каждую фазу отводится строго ограниченный отрезок времени.

## Особенности
Перед выполнением очередной фазы игрок может выбрать один из комплектов вооружения для себя и своего напарника. По ходу миссии напарнику можно будет отдавать простейшие приказы или переключаться на управление им. Поверженные враги оставляют после себя патроны и аптечки.

## Оценки
| Русскоязычные издания | Русскоязычные издания |
| Издание               | Оценка                |
| --------------------- | --------------------- |
| «Игромания»           | [ 1 ]                 |